# Castelo de Malesherbes

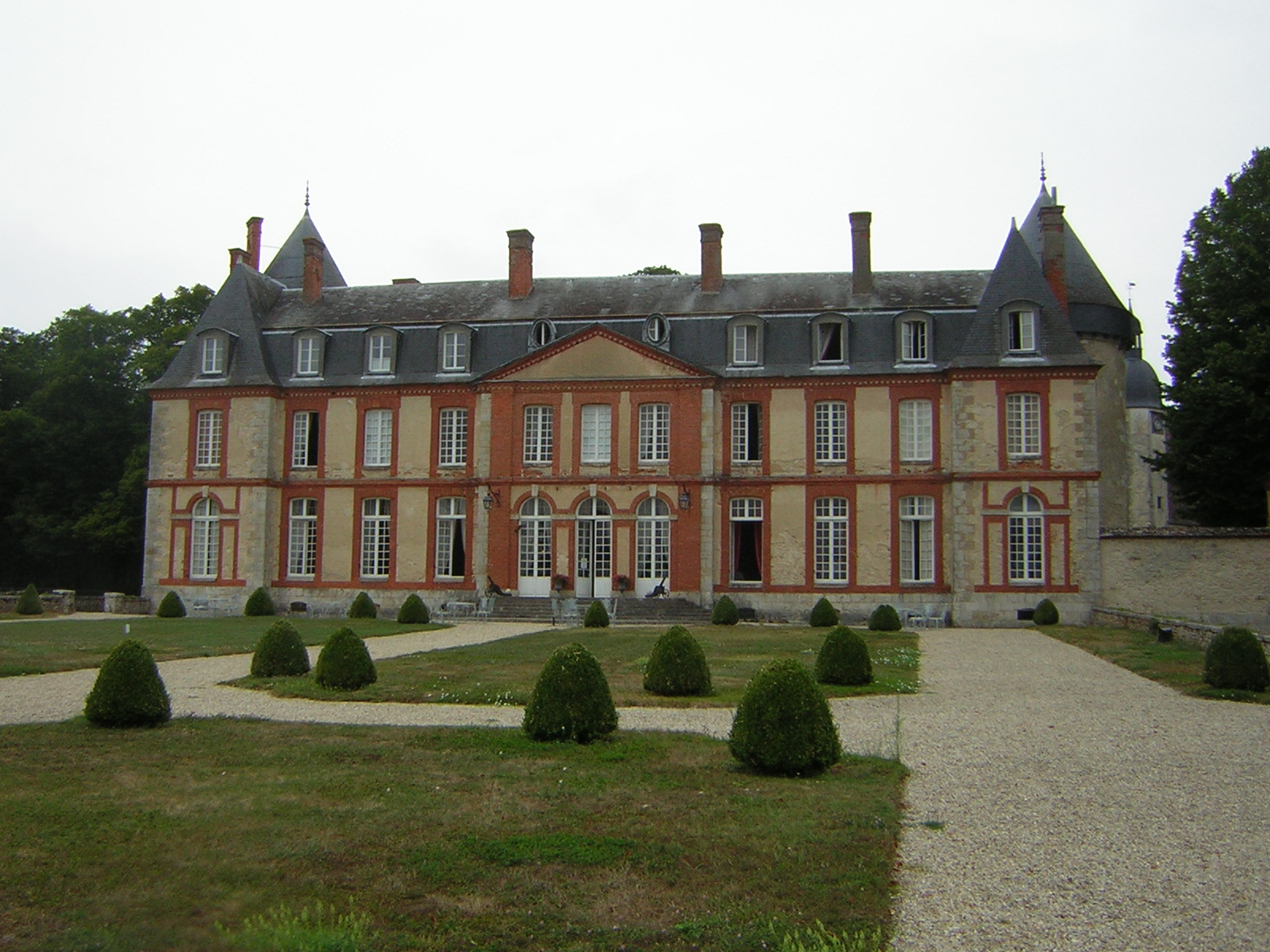
Castelo de Malesherbes

O Castelo de Malesherbesis é um château francês localizado em Malesherbes, na comuna de Malesherbois e no departamento de Loiret, na região Centre-Val de Loire.